# Chinatown (Manhattan)

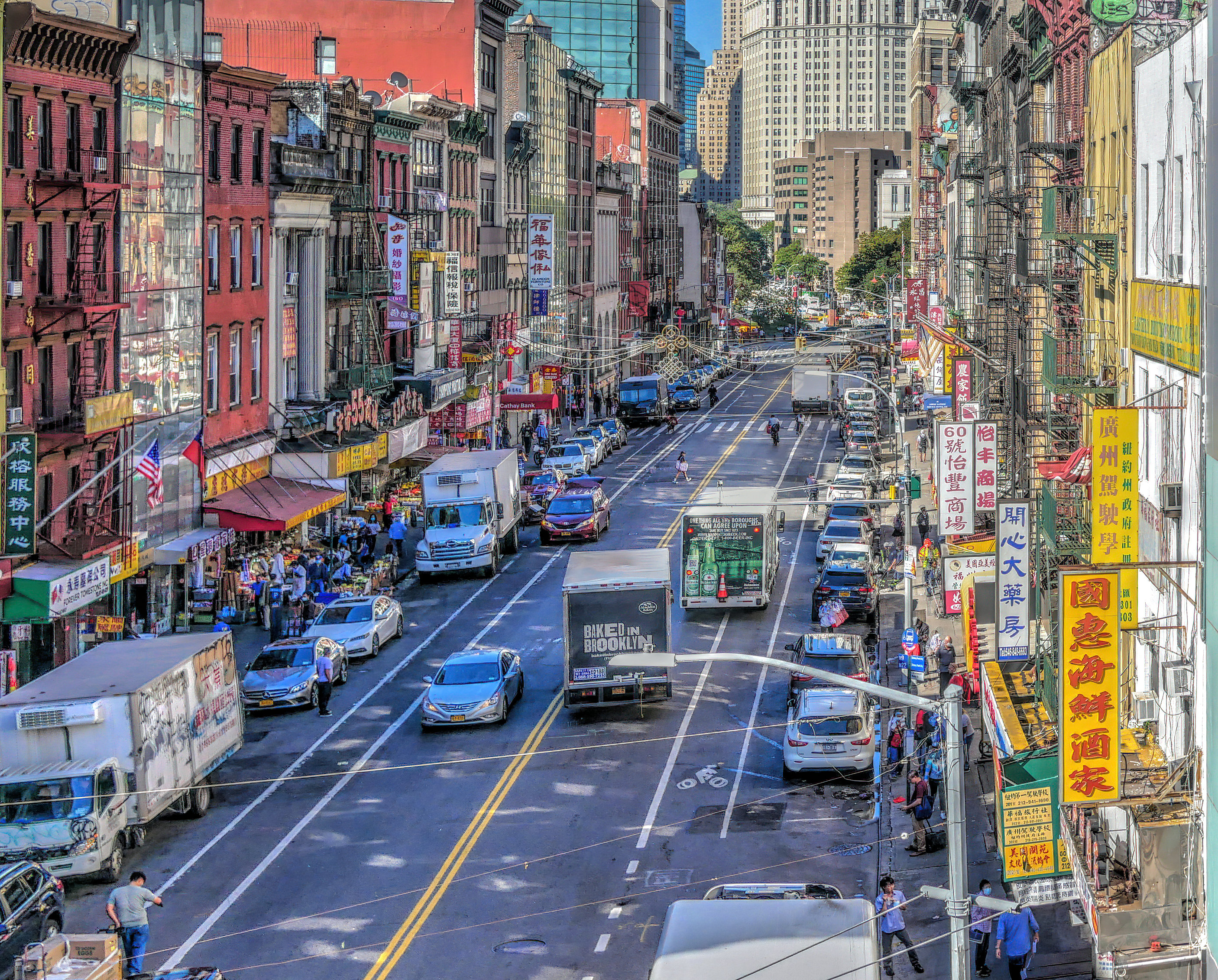
Chinatown, East Broadway

Chinatown ist ein Stadtteil im Stadtbezirk Manhattan in New York City, USA. Manhattans Chinatown ist einer von mehreren Chinatowns in New York City und beherbergt mit rund 100.000 chinesischen Einwohnern eine der größten chinesischen Gemeinden Nordamerikas. Das Viertel ist Teil des Manhattan Community Districts 3 und gehört zum 5. Bezirk des New Yorker Polizeidepartements. Die Postleitzahlen (ZIP Codes) sind 10013 und 10002.

## Lage
Manhattans Chinatown liegt in Lower Manhattan im Süden der Insel Manhattan. Benachbarte Stadtteile sind Little Italy im Norden, Lower East Side im Osten, Civic Center und Two Bridges im Süden sowie Tribeca im Westen. Chinatown hat keine offiziell definierten Grenzen. Manche Straßen überlappen sich mit benachbarten Vierteln. Westlich von Chinatown verläuft nah der Broadway. Hauptgeschäftsstraßen sind die Canal Street, die das Viertel in Ost-West-Richtung durchquert, der East Broadway im Süden und die Mott Street im Zentrum des Viertels.

## Geschichte

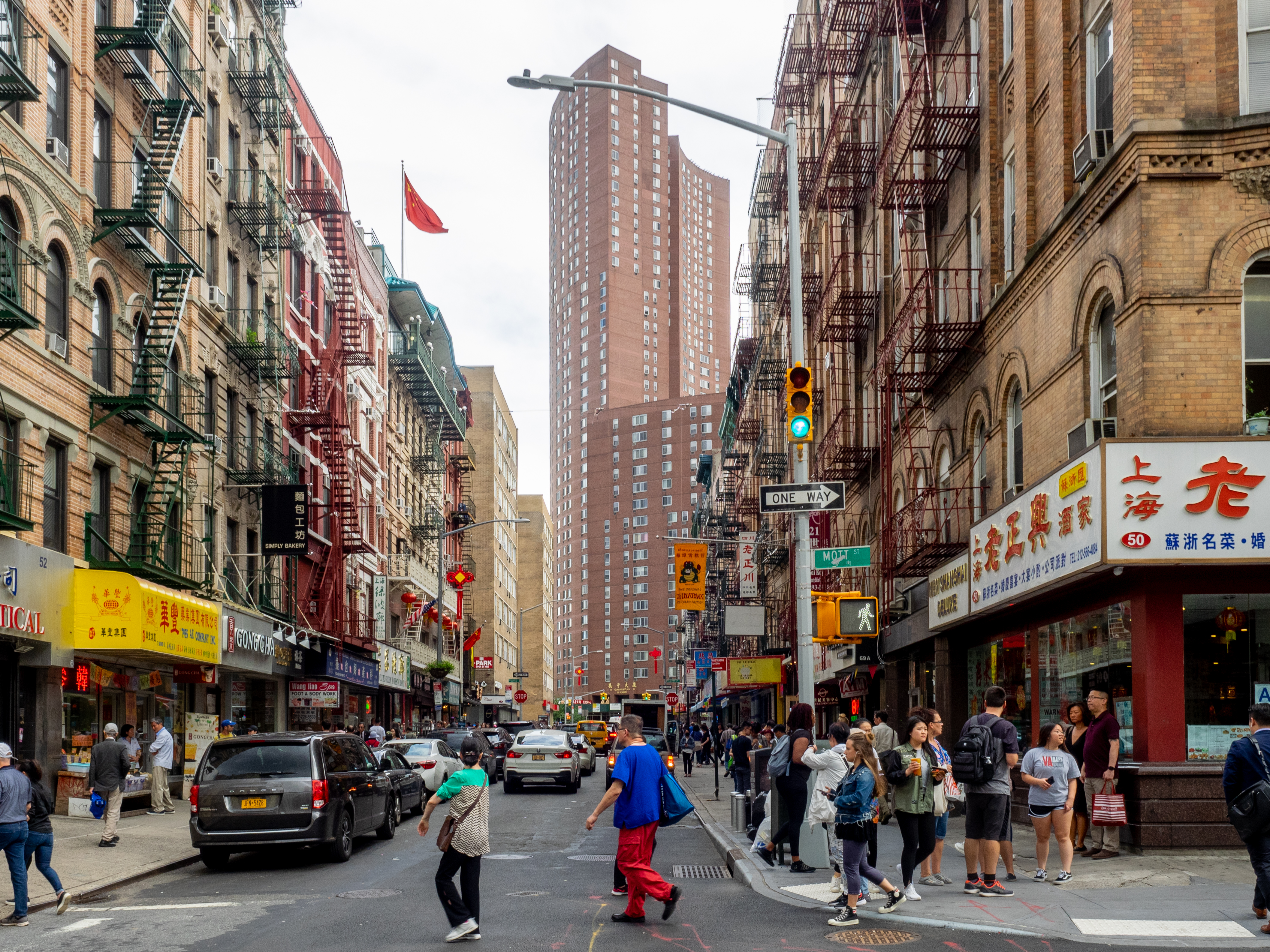
Mott Street / Bayard Street

Nachdem die Einwanderung von Chinesen zugenommen hatte, wurde sie in den Jahren 1882 bis 1924 stark eingeschränkt. So durften die als Kulis für den Eisenbahnbau gern gesehenen Chinesen ihre Frauen nicht mitnehmen. Ganz Chinatown war dadurch ein überwiegend durch Junggesellen geprägter Stadtteil, der sich vom übrigen Stadtleben abkapselte. So kam es zu einer starken Erhaltung des chinesischen Kulturerbes, was sich noch heute im Stadtbild äußert. In Chinatown sprechen noch heute weniger als 55 % der Bewohner Englisch und das Straßenbild ist von chinesischen Schriftzeichen und Läden geprägt. Dass dieser Trend anhält, sieht man an dem sich ausdehnenden Stadtteil Chinatowns, so sind große Teile des ehemaligen jüdischen oder italienischen Stadtviertels heute in chinesischer Hand. Um das italienische Erbe zu erhalten, haben sich Italiener und Chinesen auf eine feste Grenze geeinigt, ab derer an den Fassaden keine chinesischen Schriftzeichen mehr angebracht werden dürfen. Heute findet man Little Italy nur noch in der Mulberry Street und in der Grand Street.
Das Zentrum von Chinatown erstreckt sich entlang der Canal Street, aber auch die Mott Street ist eine durch chinesische Läden und Lokale stark geprägte und sehenswerte Straße. Die Ausstattung und Einrichtung der Läden richtet sich hierbei nicht nach dem Tourismus, sondern an den Bedarf der im Viertel wohnenden Menschen. Aber auch Touristen, die nachgemachte Uhren, Parfüms oder andere Fälschungen von Markenartikeln suchen, finden hier ihre Händler, teilweise mit dem Aufdruck „Made in Chinatown“.
Durch die prozentual hohe Beteiligung der chinesischen Volksgruppe New Yorks im Zweiten Weltkrieg und die Eindämmung der Tongs (Chinesische Geheimorganisationen) nahm die Akzeptanz zu, und viele New Yorker fahren heute nach Chinatown, um dort günstig zu speisen. Durch die Ankündigung der Rückgabe Hongkongs an die Volksrepublik China für 1997 nahm die Einwanderung nochmals drastisch zu, diesmal auch von eher reichen Hongkong-Chinesen. Heute finden sich daher auch noch ein Chinatown in Queens und eins in Brooklyn.
Das Schicksal der Einwanderer lässt sich im Museum of Chinese in America nachvollziehen.

## Ansichten

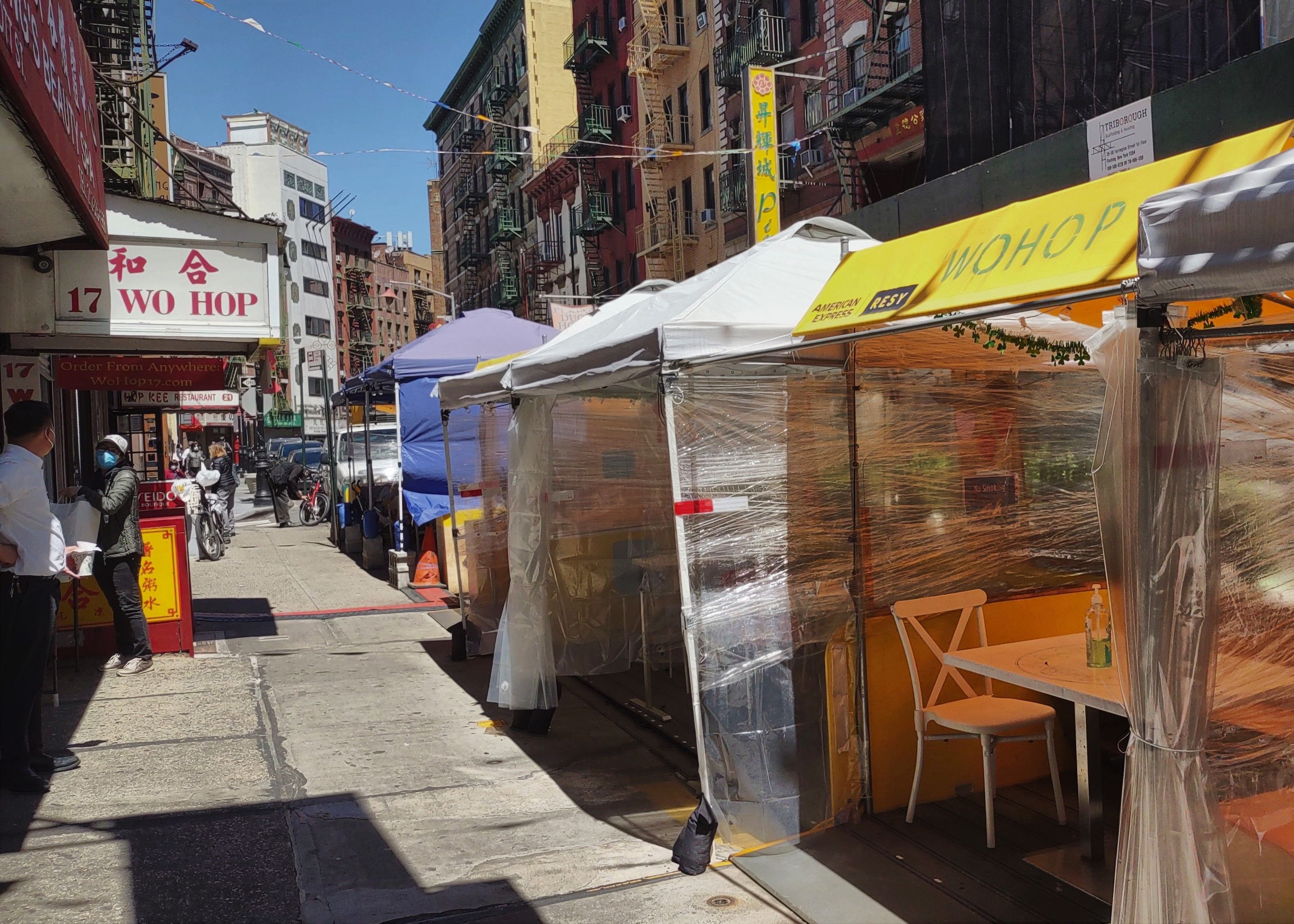
Mott Street
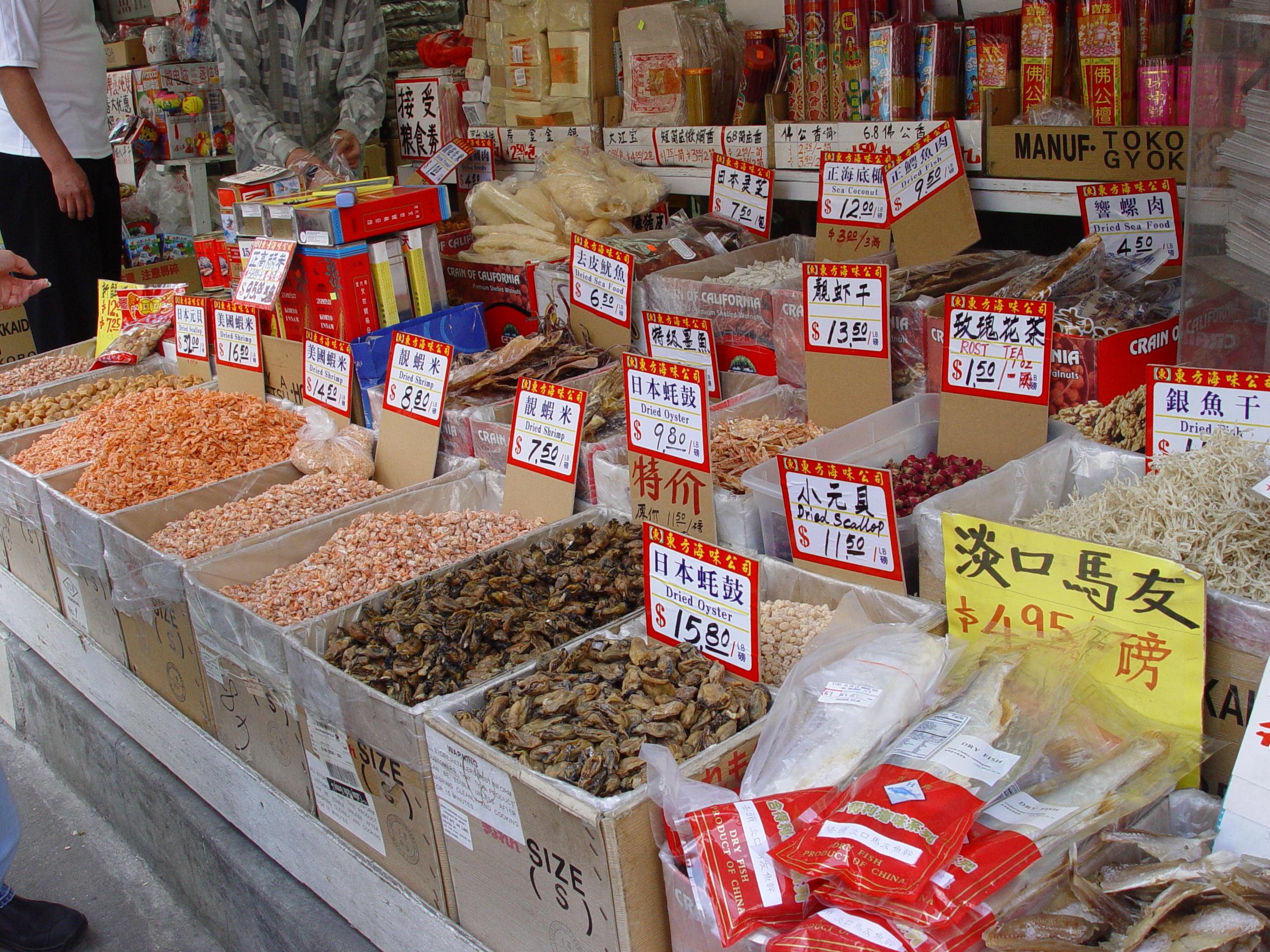
Laden in Chinatown
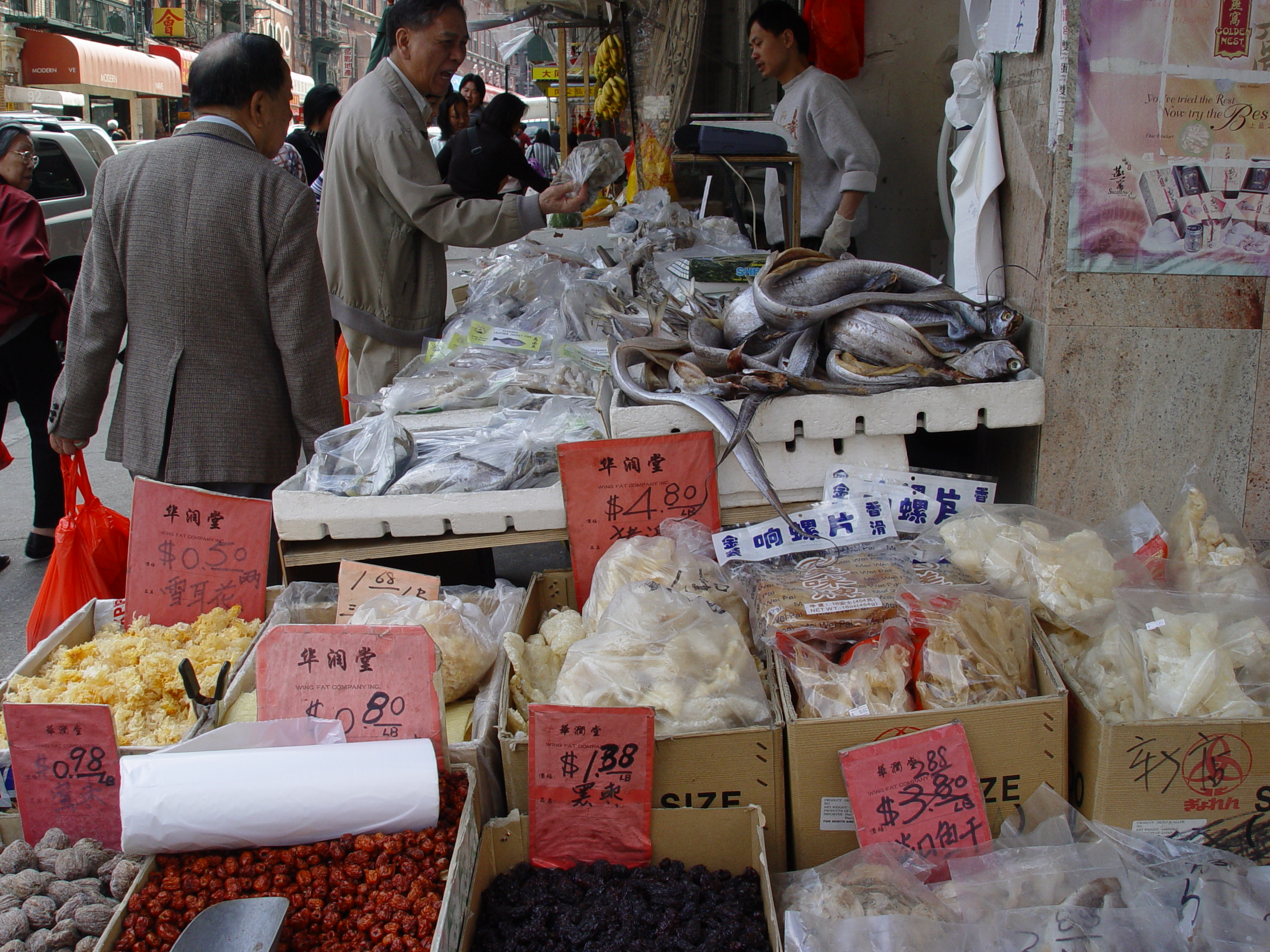
Reiche Auswahl exotischer Artikel
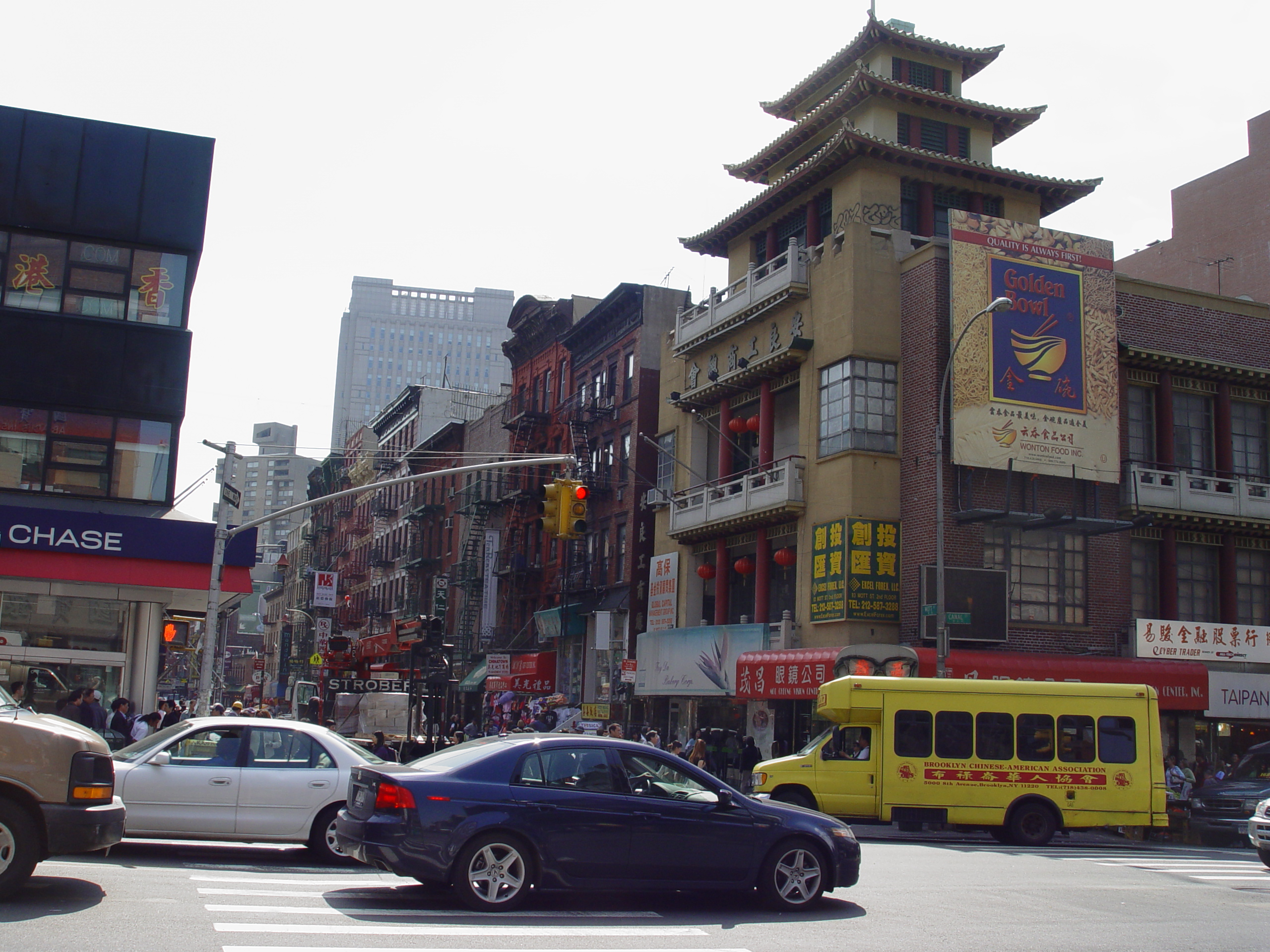
Vorherrschende chinesische Schriftzeichen
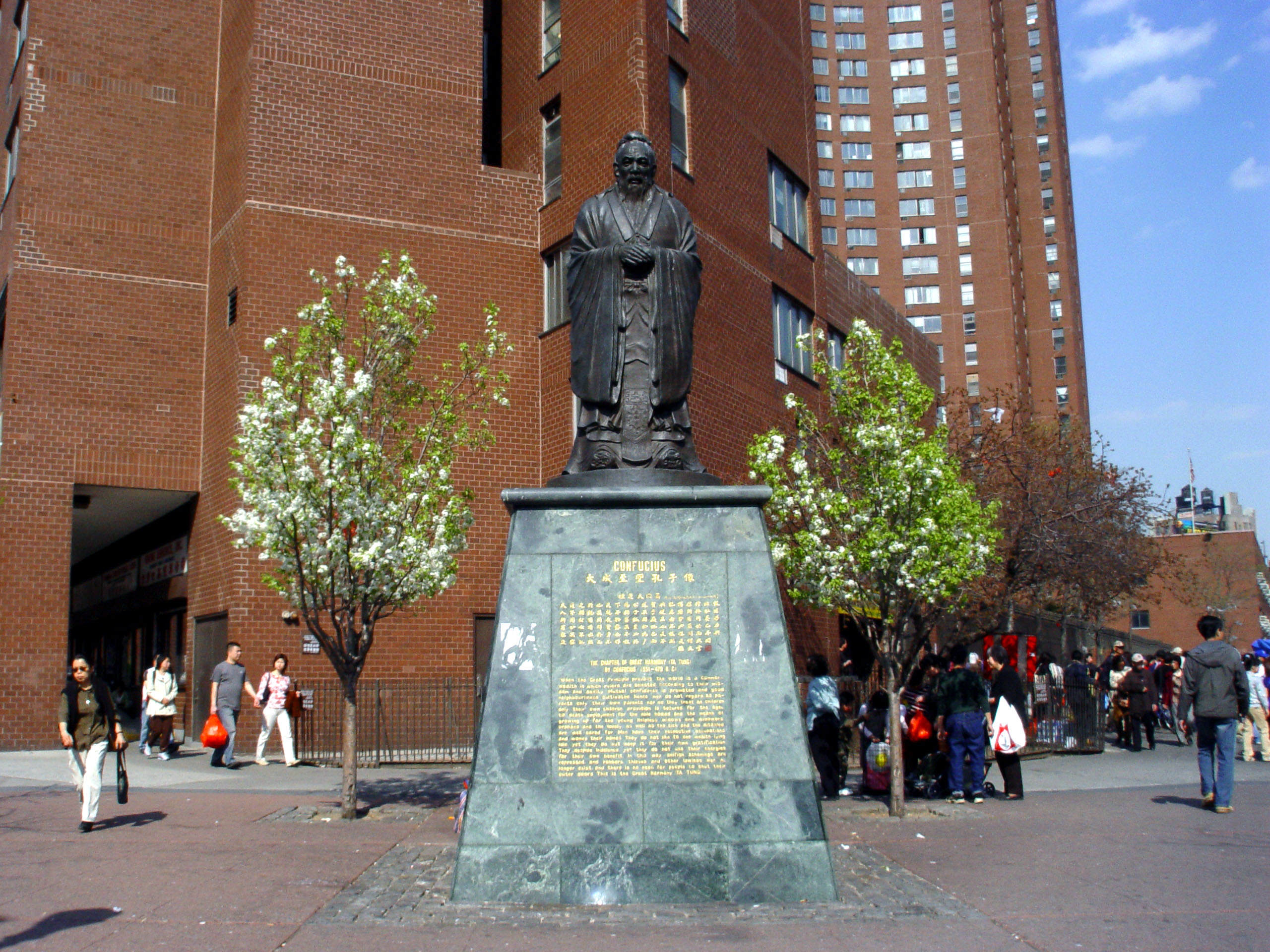
Konfuzius-Statue von Liu Shih auf dem Confucius Plaza
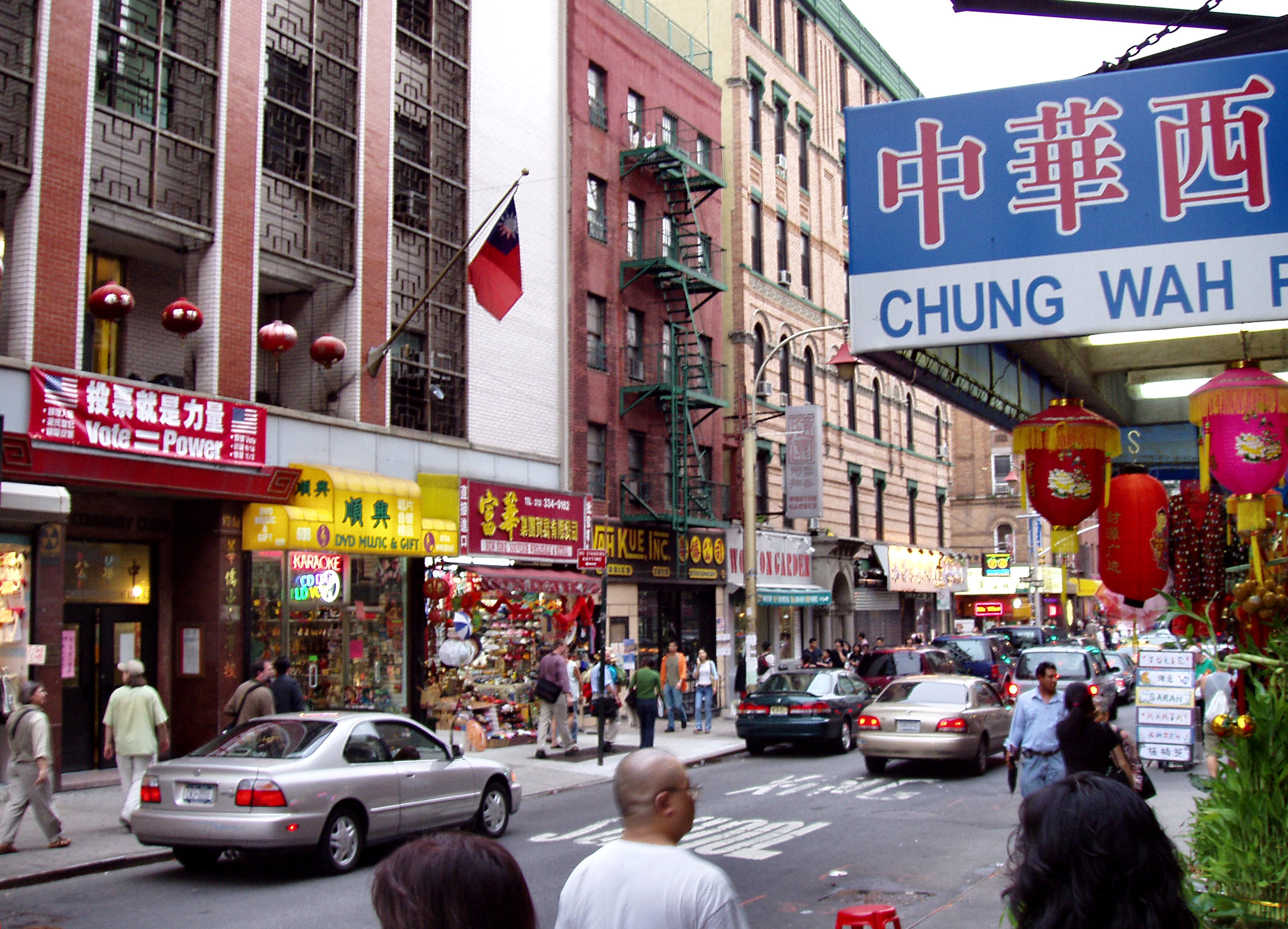
Ständige Vertretung der Republik China (Taiwan) in Chinatown

## Im Film
Der Spielfilm Im Jahr des Drachen (1985) spielt in Chinatown und beschreibt den Kampf gegen die chinesische Mafia.